# La stirpe di Caino (film 1949)
La stirpe di Caino è un film del 1949, diretto dal regista Joseph Lerner.

## Trama
Un gioiello di valore inestimabile è stato sottratto alla statunitense Lydia Brundage, in Francia: la donna, in combutta col malavitoso Matty Royal, è intenzionata a riapproppriarsi di esso per vie traverse – tramite trattative con i ricettatori - , nonché ad intascare indebitamente il lauto risarcimento assicurativo per il prezioso monile, che risulterebbe sempre soggetto a furto.
Nel corso della vicenda è stato assassinato un agente dei  servizi doganali e di immigrazione statunitense, grande amico del collega Cliff Holden, che viene incaricato del caso. Il suo mandato è precisamente quello, puramente economico, di ritrovare il gioiello prima che la compagnia di assicurazione debba sborsare una cifra ingente; trovare l'assassino del suo amico non rientra nelle sue competenze.
Nel corso delle indagini viene coinvolta la ragazza olandese Kathe van Bourne, che si reca negli Stati Uniti per sposare il suo fidanzato Joe. Al suo arrivo a New York, però, lo trova morto, assassinato da individui che in qualche maniera hanno a che fare col traffico del gioiello rubato. In tal modo Kathe rientra nell'altro settore di attività del dipartimento cui fa capo Cliff, quello dell'immigrazione.
Dopo alterne vicende, Cliff Holden riuscirà a risolvere entrambe le situazioni critiche.